# Lawrence C. Evans
Lawrence Craig Evans (n. 1 de noviembre de 1949) es un matemático estadounidense y profesor de Matemáticas en la Universidad de California, Berkeley. Obtuvo su doctorado bajo la supervisión de Michael G. Crandall en la Universidad de California, Los Ángeles en 1975.
Investiga en el campo de las ecuación diferencial en derivadas parciales no lineales, específicamente en las ecuaciones elípticas. En 2004, compartió el Premio Leroy Steele por contribuciones a la investigación con Nicolai V. Krylov, por sus demostraciones, encontró independientemente, que las soluciones de ecuaciones elípticas cóncavas no lineales son {\displaystyle C^{2,\alpha }}. Evans también ha hecho contribuciones significativas al desarrollo de la teoría de las soluciones de viscosidad de ecuaciones no lineales, para la comprensión de la ecuación de Hamilton-Jacobi-Bellman que aparece en la teoría de control óptimo estocástico, y la teoría de mapas armónicos. También es conocido por ser autor del libro Partial Differential Equations, que suele utilizarse como introducción a la teoría de ecuaciones a un nivel de graduados.
En 2012 se convirtió en fellow de la American Mathematical Society. En 2014 fue elegido miembro de la Academia Nacional de Ciencias de Estados Unidos. Evans está en la lista de investigadores muy citados según el Instituto para la Información Científica.